# Kiro Gligorov
Kiro Gligorov (en macedonio: Киро Глигоров, (AFI: ˈkirɔ ˈgligɔrɔf) (3 de mayo de 1917, Štip, Reino de Serbia-1 de enero de 2012, Skopie, Macedonia del Norte) fue el primer presidente macedonio elegido democráticamente. Primero por el parlamento en 1991, y luego por voto popular.

## Biografía
Se graduó en la facultad de derecho de la Universidad de Belgrado y fue un participante en la guerra de liberación de Macedonia durante la Segunda Guerra Mundial. Contribuyó a la formación inicial de la República Socialista de Macedonia (parte de Yugoslavia) como secretario de un comité para la organización de la Asamblea Antifascista para la Liberación de Macedonia, así como el principal asesor financiero de dicha organización.
Después de la Segunda Guerra Mundial, ocupó varios altos cargos en el gobierno yugoslavo, incluyendo el de Ministro de Finanzas de Yugoslavia y presidente de la Asamblea Federal.
Murió a la edad de 94 años el 1 de enero de 2012.

### Presidencia
Después de la promoción de la democracia parlamentaria en la República Socialista de Macedonia en 1990, él se convirtió en el primer presidente democráticamente electo de ese país el 27 de enero de 1991. El 16 de abril de ese año, el parlamento macedonio aprobó la remoción del adjetivo «socialista» en el nombre del país. Posteriormente, el 6 de junio se estableció el nombre oficial de República de Macedonia, por lo cual Gligorov continuó su mandato como presidente de la República de Macedonia. 
Gligorov gobernó por dos mandatos, desde el 27 de enero de 1991 hasta el 19 de noviembre de 1999. Fue reelecto para un segundo mandato el 19 de noviembre de 1994. Durante sus dos mandatos, su política estuvo destinada a evitar cualquier enfrentamiento con los países beligerantes de las guerras yugoslavas, lo cual le llevó a disputas constantes con la República Federal de Yugoslavia, Albania, Bulgaria y Grecia.
El 3 de octubre de 1995, fue víctima de un intento de asesinato en Skopie. Mientras iba desde su residencia hacia su oficina en la sede del gobierno, el vehículo explotó matando al conductor e hiriendo al propio Gligorov, quien fue trasladado de inmediato a un hospital. Desde entonces, aún no han sido identificados los responsables de este incidente y se ha especulado sobre la identidad de los culpables. Gligorov resultó incapacitado hasta el 17 de noviembre del mismo año. 
La elección del sucesor de Gligorov tuvo lugar solo unos pocos días antes de finalizar su mandato. El resultado de dichas elecciones fueron disputadas, por lo cual el ganador de la contienda, Boris Trajkovski no tomó posesión de su cargo sino un mes después de su elección.